# Oratoire carolingien de Germigny-des-Prés
L’oratoire carolingien de Germigny-des-Prés ou église de la Très-Sainte-Trinité est une église française située à Germigny-des-Prés dans le département du Loiret, en région Centre-Val de Loire.
Construite entre 803 et 806 par l'évêque d'Orléans Théodulf pour constituer une des treize nouvelles « mairies » érigées sur le domaine monastique de Fleury dont il est abbé, elle demeure jusqu'à aujourd'hui la seule église de Francie à avoir conservé des parties originales d'une mosaïque de style carolingien.
L'édifice, presque entièrement reconstruit en 1876, est situé dans la région naturelle du Val de Loire, dont le paysage culturel est inscrit au patrimoine mondial de l'Unesco. Il a été classé sur la liste des monuments historiques protégés en 1840.

## Localisation
L’oratoire carolingien est situé sur le territoire de la commune de Germigny-des-Prés, dans la région naturelle du Val de Loire, le département du Loiret et le canton de Châteauneuf-sur-Loire, à proximité de la route départementale 60.
L'édifice dépend de la zone pastorale du Val de Loire et de Sologne dans le diocèse d'Orléans.

## Histoire
Le nom de Germigny-des-Prés viendrait d’une villa gallo-romaine appartenant à un certain Germanicus vivant au Ier siècle avant notre ère. Les abbés de Fleury des VIIe et VIIIe siècles font de la villa une résidence secondaire. Au IXe siècle, c’est un proche conseiller de Charlemagne, Théodulf d'Orléans, évêque d'Orléans et abbé de Fleury, qui en fait l’acquisition et décide de faire construire un oratoire.
La date de construction de l'édifice est antérieure à 806 si l'on en croit une inscription de l'inauguration de l'église. Un sondage réalisé en 2019 permet de dater les structures de la seconde moitié du VIIe siècle.
Cette villa est située sur un domaine appartenant à la communauté de l'abbaye de Saint-Benoît-sur-Loire. Elle comprend l'église avec à l'ouest les bâtiments d'habitation et les dépendances. Construite à l'époque où Charlemagne fait élever la chapelle palatine d'Aix-la-Chapelle, cette construction incite Théodulf à ne rien négliger pour la sienne. Couverte de voûtes et magnifiquement décorée, elle passe pour incomparable en Neustrie.
En 843 ou 844, les Grands du Royaume et les prélats tiennent les premiers États généraux français à Germigny, puis le roi des Francs Charles II le Chauve visite en 854 et 855 cette villa désignée sous le nom de palais royal dans les actes. Dans la première moitié du IXe siècle, un incendie endommage gravement le site.
Entre 1060 et 1067, Hugues Ier, abbé de Saint-Benoît-sur-Loire, fait restaurer l'église et y établit trois religieux. Pendant les Guerres de Religion entre 1560 et 1562, la partie ouest de l'église est détruite, probablement en épargnant le chœur. Au XVe siècle ou au XVIe siècle, la nef est reconstruite, mais l'édifice de Germigny n'est plus qu'une simple église de village.

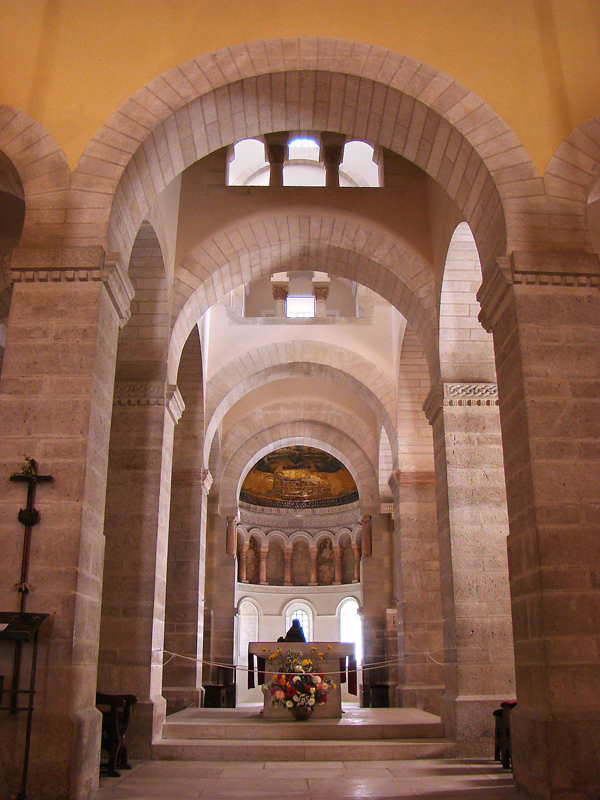
L'abside vue de la nef.

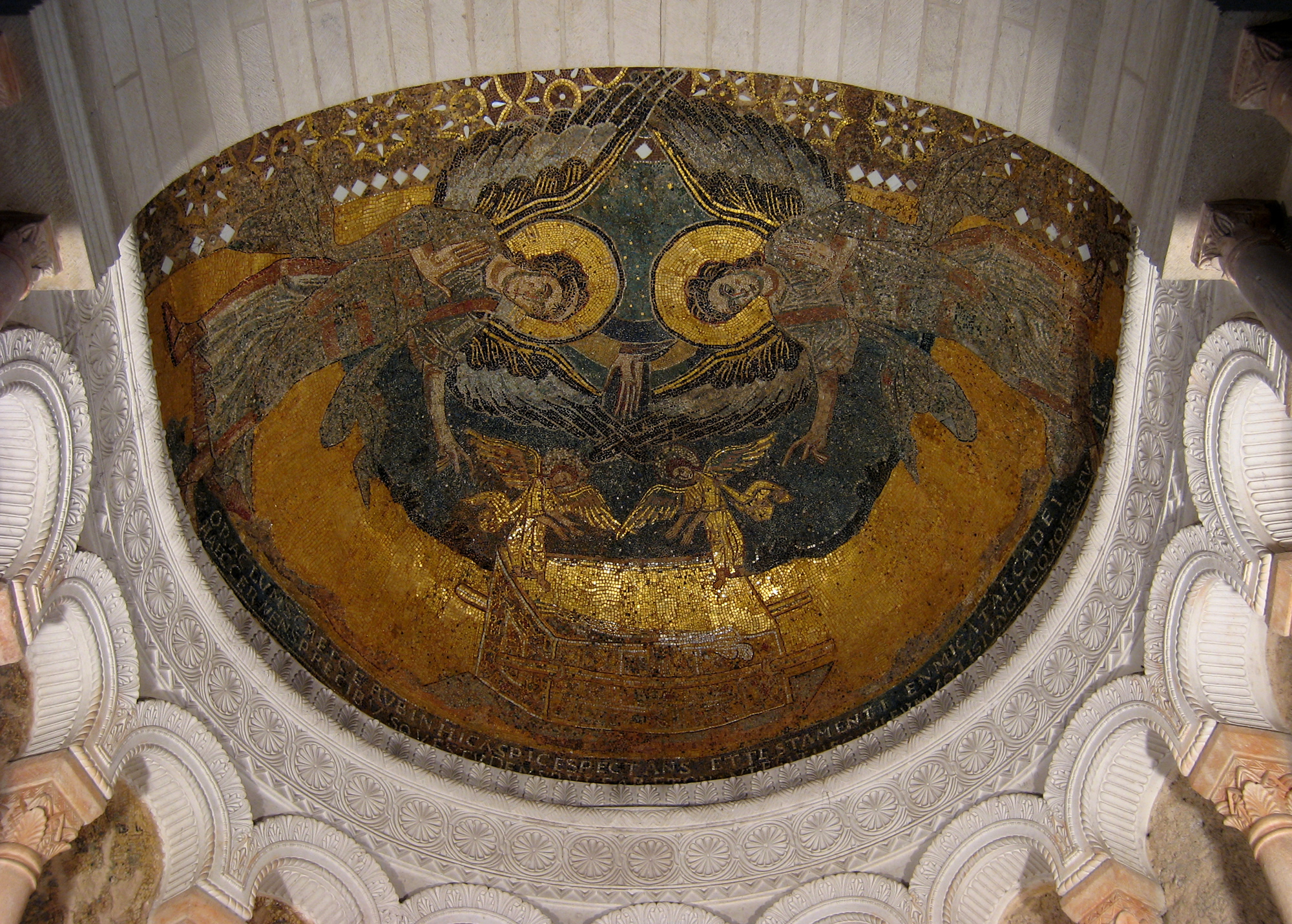
La mosaïque carolingienne.

Repérée pour ses qualités, après la découverte du décor de mosaïques en 1820, l'église est protégée par un classement comme Monument historique en 1840. L'architecte Delton refait habilement la voûte de l'abside sans déposer la mosaïque. Des restaurations de la mosaïque sont faites en 1841 par Ciuli, un spécialiste italien, et en 1846 par Maximilien Théodore Chrétin. En 1845, sur les ordres de Prosper Mérimée, l'abside sud est entièrement reconstruite. Le clocher qui menace de s'effondrer est étayé par l'architecte français Eugène Millet. Vers 1856, la mosaïque est très endommagée et l'église menace de tomber en ruines. En 1861, la reconstruction est décidée et le projet confié à l'architecte français Juste Lisch. Ce dernier, plus soucieux de l'aspect architectural que de l'intérêt archéologique, fait supprimer les absidioles est, abaisse la tour d'un étage et crée une coupole. En 1868, l'église est démolie, on découvre trois nouvelles mosaïques qui sont dessinées par Juste Lisch puis détruites. Avant le congrès archéologique de 1930 qui se tient à Orléans, des fouilles mettent en évidence les fondations de l'église primitive.

## Architecture
Jusqu'au milieu du XIXe siècle, Germigny passe pour la plus ancienne église de France, mais, après sa reconstruction sur le même emplacement par Juste Lisch entre 1867 et 1876, ne subsistent du monument original que des fondations enfouies dans le sol, une mosaïque célèbre et quelques pierres utilisées dans la construction neuve. Des chapiteaux et fragments de stuc sont conservés à l'hôtel Cabu, musée d'Histoire et d'archéologie d'Orléans.
Grâce à de nombreux documents et descriptions anciennes, à Albert Delton en 1841, à Prosper Mérimée vers 1845, à Paul Bouet pendant la démolition de 1867 et aux fouilles entreprises avant le congrès archéologique de France tenu à Orléans en 1930, on peut tenter de rétablir le plan primitif, l'élévation et la décoration de l'édifice.

### L'oratoire de Théodulf

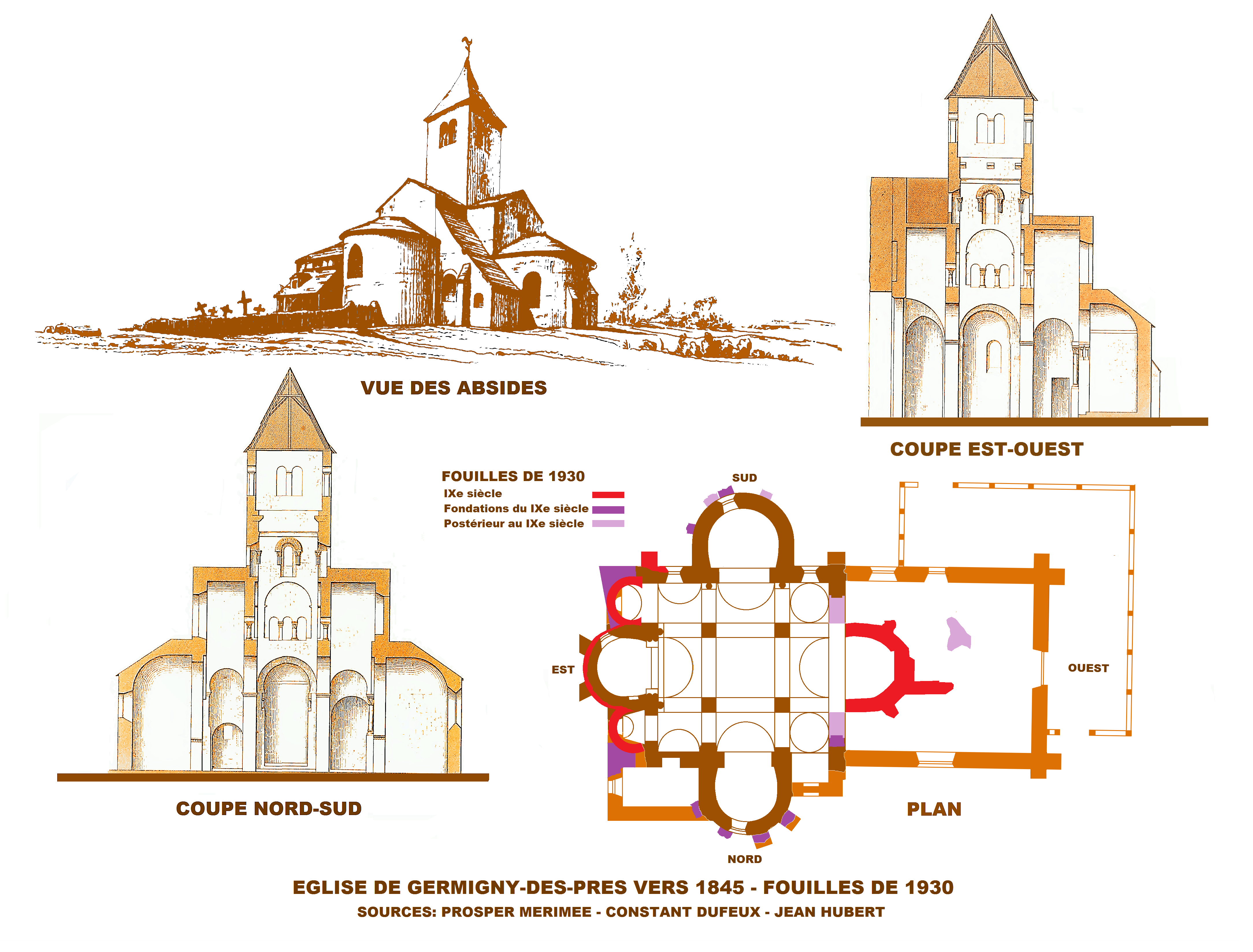
L'église en 1845 avec les fouilles de 1930

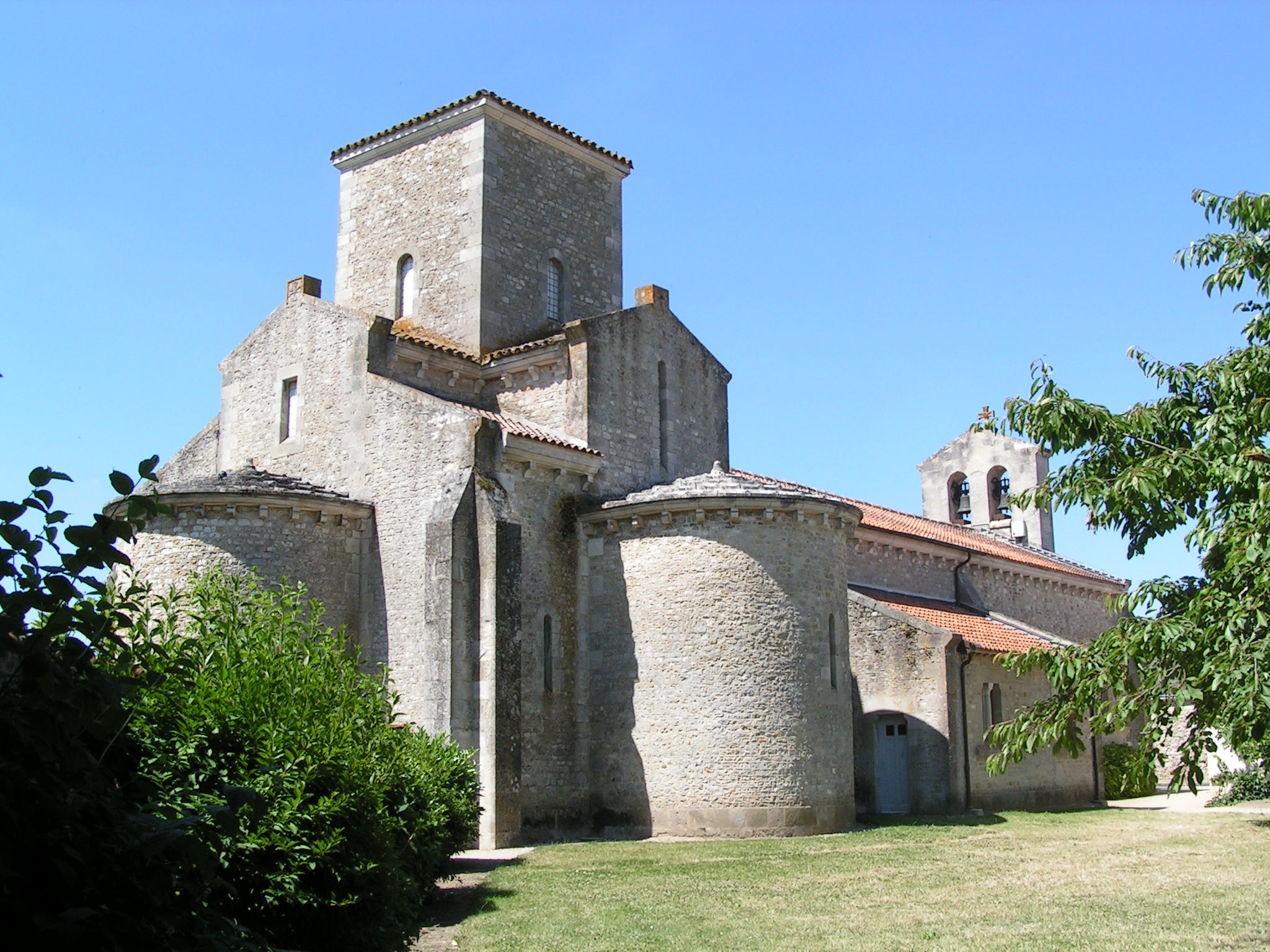
Vue Nord-Est

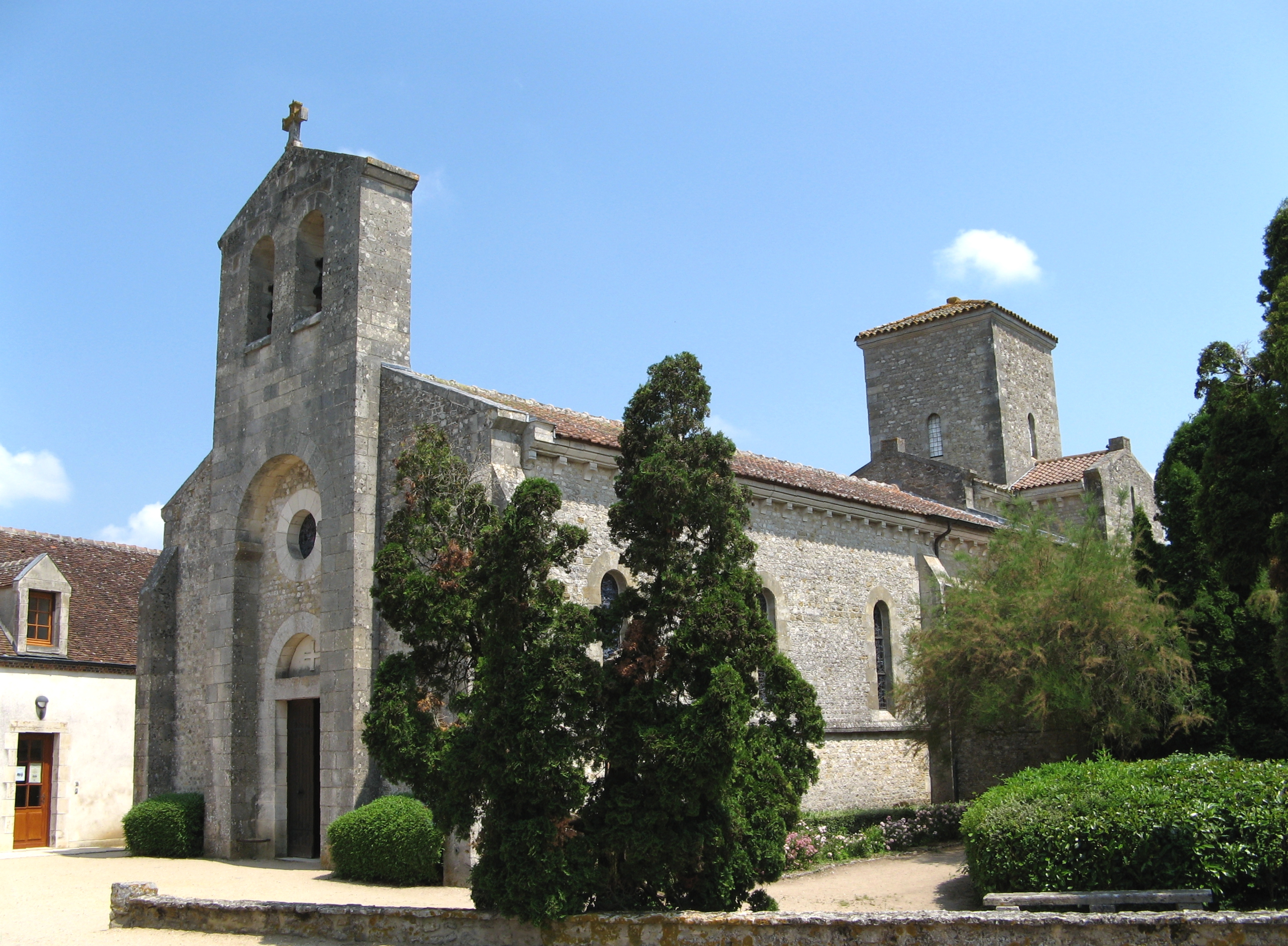
Vue Sud-Ouest

Pour son oratoire de Germigny, Théodulf utilise le parti architectural en faveur deux à trois siècles plus tôt en Orient. Certains comparent son plan avec celui des églises de Bagaran et Sainte-Etchmiadzin en Arménie et avancent le nom d'Eudes de Metz comme son architecte.
Theodulf lui donne le plan le plus logique en Occident pour édifier une église voûtée. Au centre d'un carré de dix mètres environ, quatre piles déterminent un carré au-dessus duquel s'élève une tour centrale. Sur chaque face de l'oratoire, de grandes absides au tracé outrepassé font saillie. Deux absidioles flanquent l'abside ouest.
Sur le plan structurel, aux VIe siècle et VIIe siècle dans les églises arméniennes de ce type, tout l'édifice est construit pour épauler la coupole, mais, à Germigny, elle est remplacée par une tour-lanterne au centre de l'oratoire avec peu d'efforts horizontaux à reprendre. Autour d'elle, les voûtes s'ordonnent comme dans une église d'Orient. Des voûtes en berceau épaulent la tour aux quatre points cardinaux et quatre petites coupoles plus basses couvrent les angles du carré. Plus près du sol, les culs-de-four des absides s'appuient sur les murs gouttereaux qui portent ces voûtes et permettent d'assurer la parfaite stabilité de la construction. Dès le IXe siècle, les murs sont épaulés par des contreforts pour renforcer cet édifice qui rayonne autour d'une tour centrale de seize mètres de hauteur.
Malgré les démolitions de 1867, les fouilles ont révélé sous le dallage actuel, à environ quarante centimètres, le sol de l'église du XVe siècle et, 1,15 m sous le sol actuel, le dallage primitif. Cette différence de niveau a permis de mettre au jour les fondations des absides en moellons de Fay-aux-Loges et Briare. L'abside est qui porte la mosaïque est de l'époque de Théodulf. À l'ouest, on retrouve les fondations d'une abside semi-circulaire visiblement remaniée en octogone avec un mur parallèle. On peut y voir la loge de l'évêque comme celle de Charlemagne à la chapelle palatine d'Aix-la-Chapelle puis l'aménagement d'un porche.

### La mosaïque byzantine

#### La découverte et la restauration

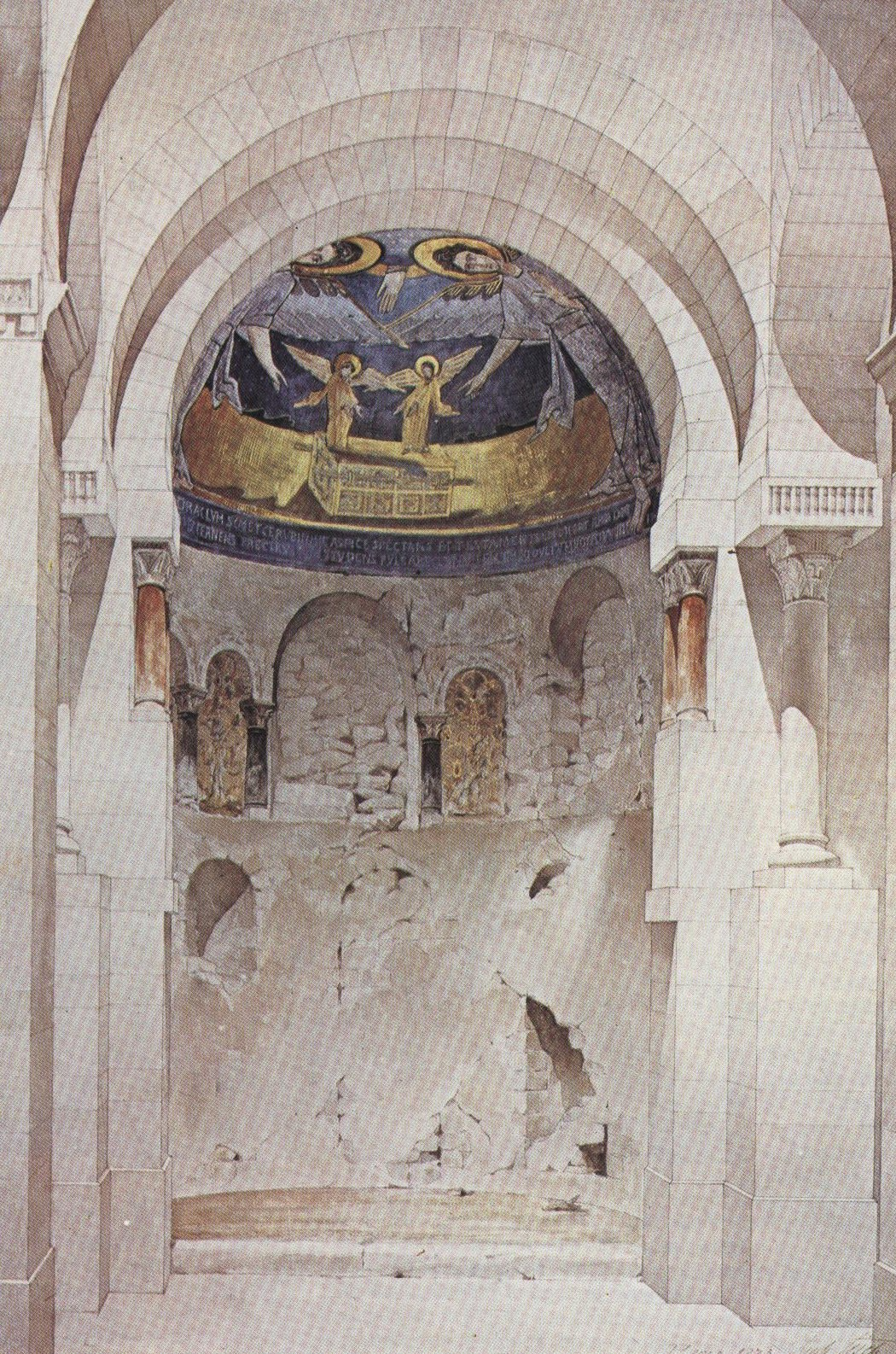
Relevé de l'abside par Juste Lisch en 1873

Au XVIIIe siècle, un érudit, l'abbé Jean Lebeuf, visite l'église, découvre la mosaïque et les voûtes, puis cite Germigny dans ses ouvrages. Mais, peu après, on la recouvre d'un épais badigeon comme les autres murs de l'église. Vers 1820, l'enduit laisse apparaître par endroits des cubes de verre que les enfants du village arrachent pour s'en faire un jeu.
On s'en émeut et l'église est classée monument historique en 1840. L'année suivante, la voûte endommagée par des infiltrations est habilement reconstruite par Albert Delton en préservant la mosaïque qui est collée sur une toile et soutenue par un coffrage.
La restauration de la mosaïque a lieu entre 1841 et 1856. En 1848, Albert Delton, architecte départemental du Loiret, fait appel à Clemente Ciuli, un mosaïste italien, qui est remplacé par Théodore Chrétin. Ils conçoivent ensemble le projet de restauration. En 1847, 6 800 cubes de verre dorés nécessitant trente grammes d'or sont commandés. Théodore Chrétin quitte vite le chantier qui est terminé par un autre mosaïste en 1856.
Malgré toutes ces restaurations, l'abside conserve encore quelques parties qui sont incontestablement du début du IXe siècle et d'un grand intérêt iconographique et technique. La conque de l'abside où se place la mosaïque à la forme d'un quart d'ellipsoïde. Elle se développe à la base sur une longueur de 6,25 mètres et une hauteur de 4,60 mètres.

#### Le sujet

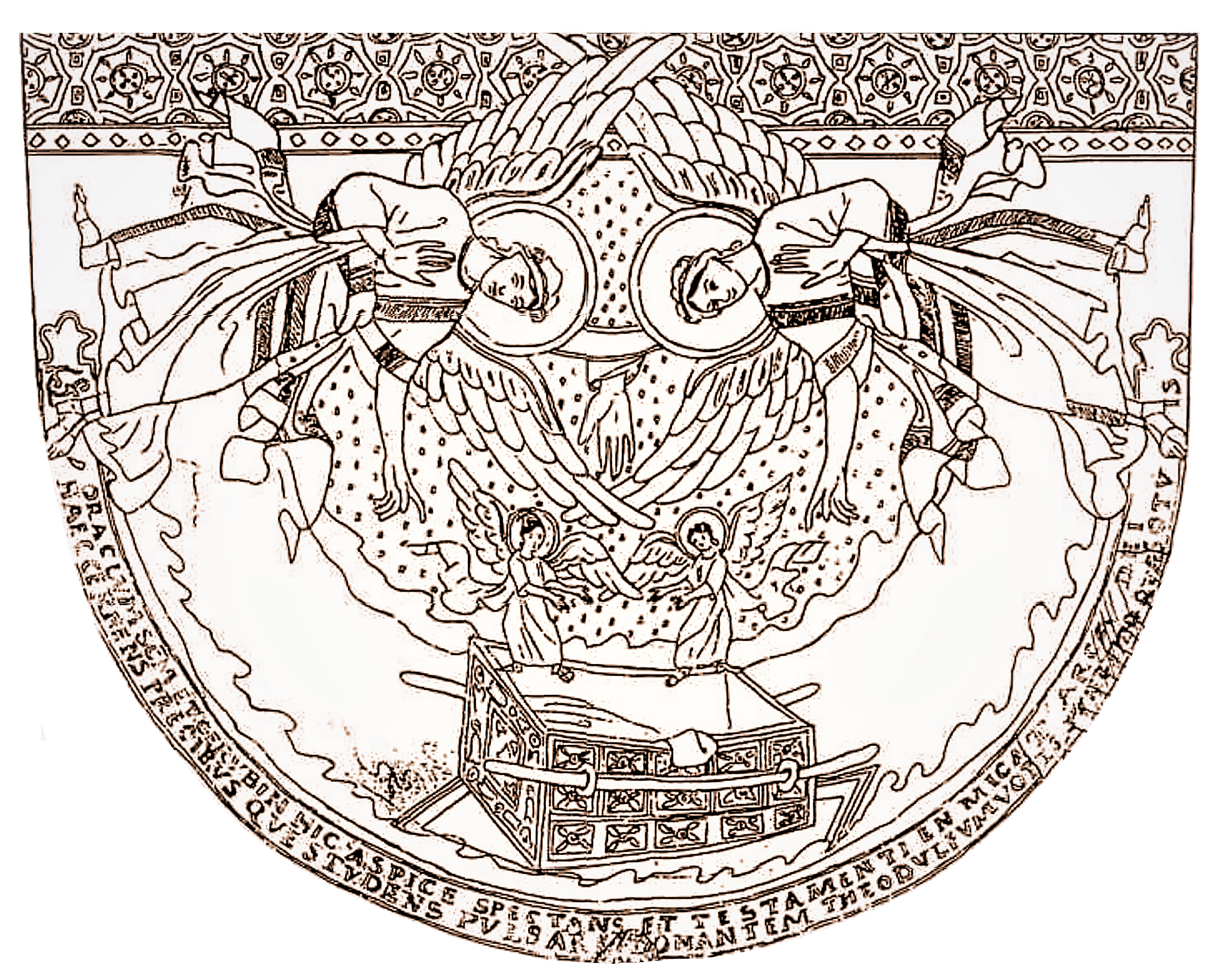
Croquis de la mosaïque

Le sujet est défini par une inscription à la base : ORACLVM SCM ET CERVBIN HIC ASPICE SPECTANS ET TESTAMENTI EN MICAT ARCA DEI HAEC CERNENS PRECIBVSQUE STVDENS PVLSARE TONANTEM THEODVLFVM VOTIS IVNGITO QVESO TVIS que l'on peut traduire par : « Vois ici et contemple le Saint Oracle et ses chérubins, ici resplendit l'Arche du Testament Divin. Devant ce spectacle, efforce-toi de toucher par tes prières le Maître du Tonnerre et ne manque pas, je t'en prie, d'associer Théodulphe à tes vœux. » Cette mosaïque témoigne de ce que furent les mosaïques au sortir des luttes iconoclastes.
L'Arche d'alliance, qui figure rarement dans la décoration des églises, est représentée sous la forme d'un coffre rectangulaire posé sur le sol figuré par une large bande d'or. À travers deux anneaux passe l'un des bâtons qui servent aux Lévites à porter l'Arche. Deux chérubins se tiennent debout. Ils sont vêtus d'une tunique d'or. La chevelure est rouge feu et les auréoles sont teintées en argent. Deux statuettes sont fixées à l'intérieur du coffre et couvrent de leurs ailes les Tables de la Loi. Au sommet de la voûte, la main de Dieu traversant un arc-en-ciel rouge et or s'étend au-dessus de l'Arche d'alliance.
Les deux grands anges qui mesurent 1,96 mètre de la chevelure au pied sont nimbés d'or, cerclés de bleu. Ils sont pratiquement symétriques et sont vêtus d'une longue tunique blanche et sont chaussés de sandales. De l'index de la main, ils montrent l'Arche d'alliance. Deux grandes ailes largement déployées épousent jusqu'à mi-hauteur le contour des nimbes.
Une large bande polychrome borde la mosaïque avec de grands octogones. Le bas est occupé par un cartouche bleu avec une inscription en lettres d'argent.

#### La réalisation
On peut admettre que les matériaux de Ravenne qui sont utilisés pour la décoration de Germigny sont prélevés sur la chapelle palatine d'Aix-la-Chapelle. L'étude du dessin et de la technique de la mosaïque de Germigny dans ses parties originales permet d'affirmer qu'elle est l'œuvre d'un mosaïste byzantin. Il y avait parmi eux autant de représentants du mouvement iconoclaste que de fervents iconophiles.
Le mosaïste dispose de tesselles de smalt (verre) bleu cobalt, bleu ciel, vert bouteille, gris vert, jaune crème et noir. Pour les tesselles or et argent, la feuille métallique est appliquée sur un support vitré de couleur vert bouteille, puis protégé par une mince lamelle de verre transparent. Pour les restaurations, elles sont remplacées par des plaques de porcelaine dorée.
Pour trouver des tesselles or et argent de la dimension de celles de Germigny, il faut se référer à Ravenne, au portrait de Justinien de la basilique Saint-Vital. Le support vert se rencontre à Ravenne et dans les déblais d'Aix-la-Chapelle.

#### La symbolique
C'est la seule mosaïque byzantine de France avec deux anges qui entourent l'Arche d'alliance et cette scène s'inspire à l'évidence de mosaïques de la basilique Saint-Vital de Ravenne (Italie).
Cette représentation est particulièrement intéressante par les liens étroits qu'elle entretient avec la crise iconoclaste qui sévissait à l'époque de sa réalisation.
La mosaïque occupe dans l'église la place que la tradition byzantine réserve aux images de la Vierge Marie trônant, le Christ sur ses genoux, et entourée de deux anges, l'un à droite et l'autre à gauche. Ces deux anges signifient le caractère divin de celui qu'ils entourent.
Le mosaïste de Germigny, qui connaît visiblement bien les usages de Byzance, s'il n'est pas romain (byzantin) lui-même, a renoncé à la représentation de la Mère de Dieu pour une image équivalente sur le plan symbolique. En effet, l'arche d'alliance qui contient la manne, le pain descendu du ciel, est tenue par les exégètes chrétiens pour une préfiguration de la Sainte Mère qui tient le Christ, né à Bethléem, la ville du pain selon une tradition populaire largement répandue.
On peut donc se demander si l'artiste n'est pas influencé par l'iconoclasme qui remplaçait les images réelles par les « ombres » et les symboles.
Il représente l'arche d'alliance entourée des deux anges d'or qui, selon la Bible, entourent le propitiatoire et il ajoute encore deux autres anges, images « réelles » cette fois, comme s'il s'agissait d'entourer la Vierge Marie et son divin fils.
Les passages de l'Exode (36,35 et 37, 7-9) qui décrivent le voile du Temple et le propitiatoire ont été abondamment utilisés à Byzance par les partisans de la vénération des images. Ils constituent en effet une exception de taille à l'interdiction de fabriquer images taillées ou figures (Ex. 20, 4-5).
Le mosaïste, et derrière lui Théodulf d'Orléans, semblent se situer à mi-chemin entre l'iconoclasme et la position des partisans byzantins des images (Jean Damascène et Théodore Studite, par exemple). Cette position intermédiaire est exactement celle des théologiens de Charlemagne, du concile de Francfort de 794 qui condamne les iconoclastes, et des Livres carolins dont Théodulf est l'auteur pour une majorité des historiens. Elle n'a été acceptée, à l'époque, par aucun pape,,.
|                            |
| La mosaïque carolingienne. |

|                                  |
| La mosaïque avec le cul-de-four. |

|                |
| Avec l'abside. |

|                                 |
| Détail du grand ange de droite. |

### Le stuc

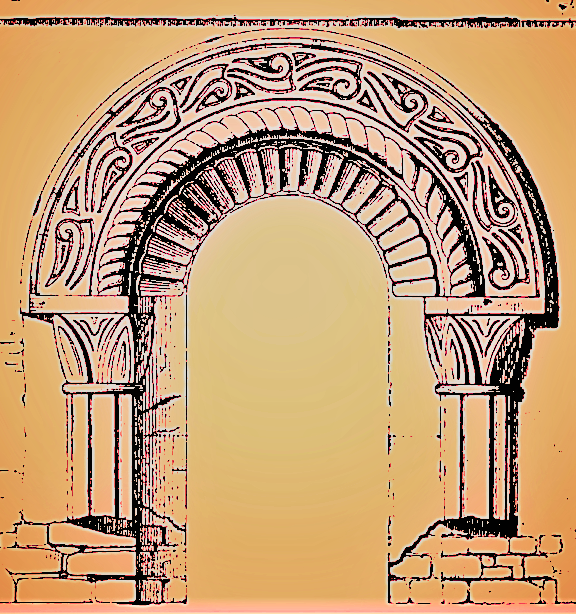
L'archivolte de la tour centrale

Eugène Viollet-le-Duc, dans son dictionnaire raisonné de l'architecture française du XIe siècle au XVIe siècle, illustre son article stuc par un exemple pris dans la tour de Germigny. S'il ne reste après la démolition de 1867 que quelques éléments déposés au Musée historique et archéologique de l'Orléanais, Prosper Mérimée en a fait faire un relevé. Au second étage de la tour, un système d'ornementation très rare est composé d'une archivolte et de colonnettes en stuc qui décorent les fenêtres. Ces éléments sculptés ou moulés sont surtout des archivoltes de caractère antique malgré la grossièreté qui rappelle plus le Bas-Empire, altéré mais toujours persistant dans ses principes que les premiers essais de l'architecture romane.

### Le mobilier
Le mobilier est peu abondant. On distingue essentiellement une pietà de l'école bourguignonne, située près de l'oratoire. L'église comporte un petit musée avec notamment un reliquaire émaillé qui est une œuvre d'un atelier limousin de la fin du XIIe siècle avec une décoration champlevée composée d'anges dont on ne voit que le buste dans des médaillons. On a déposé dans le jardin une lanterne des morts du XVIe siècle ou du XVIIe siècle provenant d'un cimetière voisin aujourd'hui disparu.

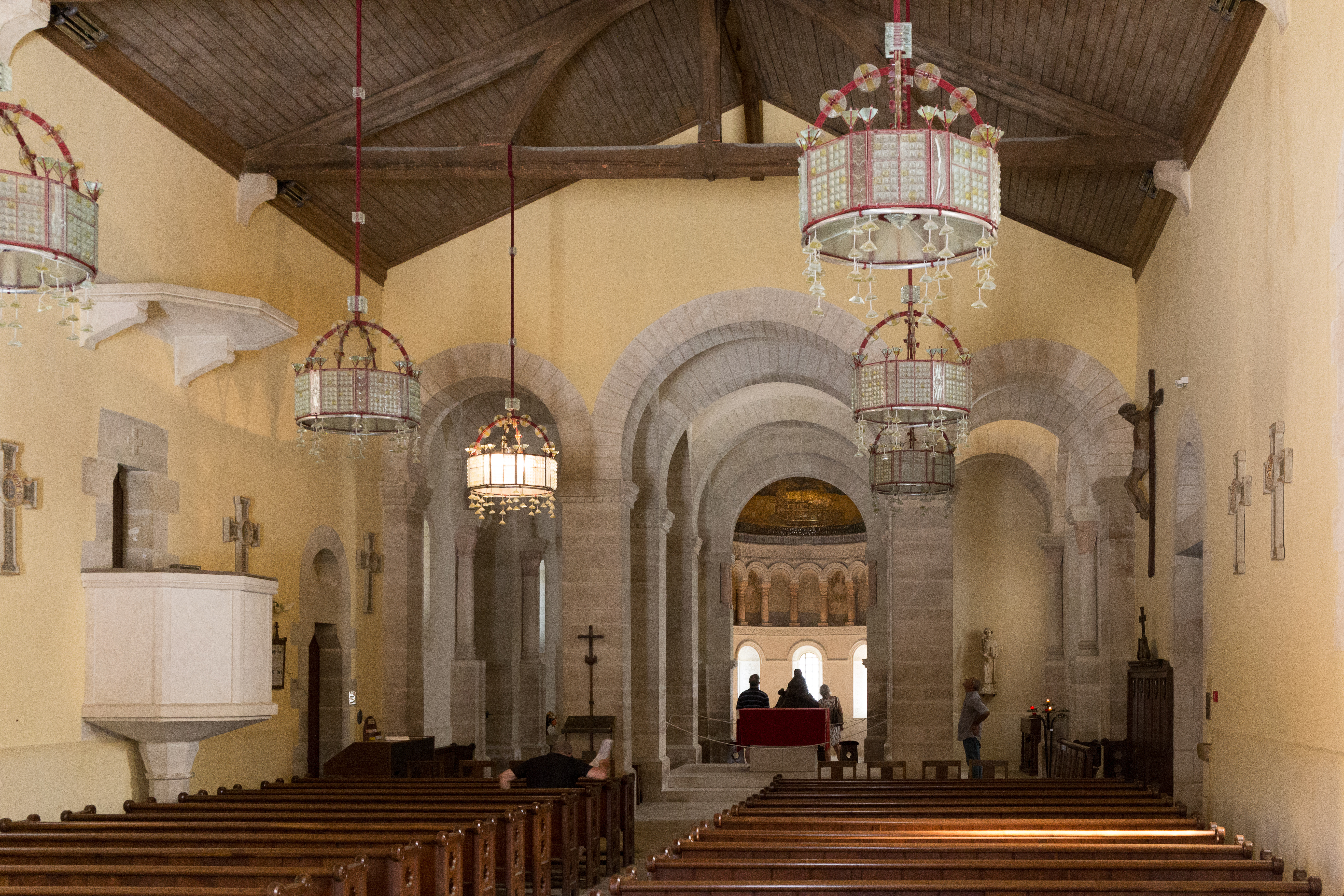
Vue de la nef vers l'abside
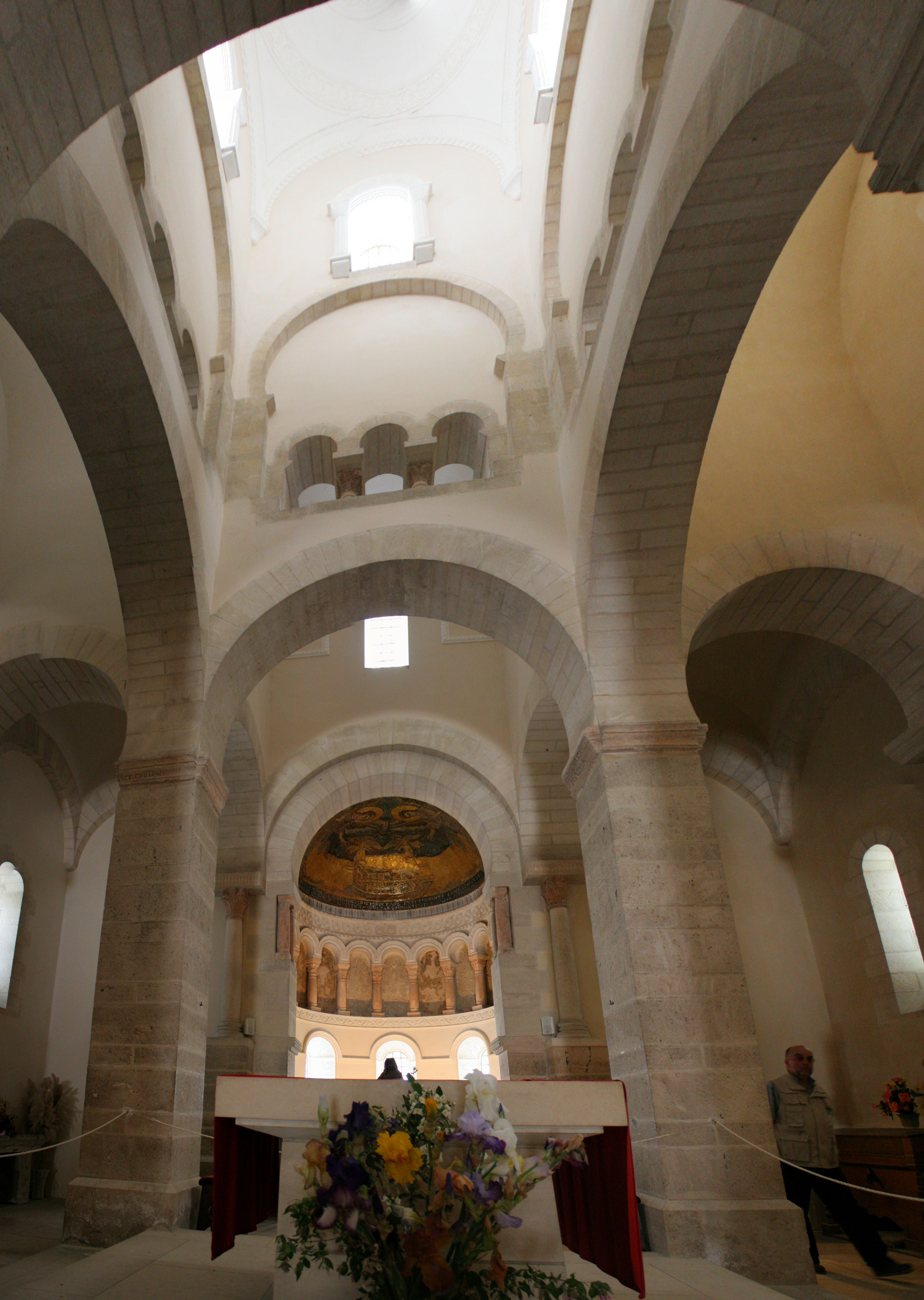
Tour centrale

## Divers
La mosaïque byzantine de l'oratoire a été l'objet d'un timbre émis par La Poste en 2000.
En 2012, l’oratoire a accueilli 53 000 visiteurs environ, ce qui en fait l'un des monuments les plus fréquentés du Loiret.

#### Ouvrages
- L'abbé Prévost, La basilique de Théodulfe et la paroisse de Germigny-des-Prés, Herluison, Orléans, 1889.
- Charles François Vergnaud-Romagnési, Mémoire sur Germigny-des-Prés, Département du Loiret, et la mosaïque remarquable de son église, 1841, 14 p.
- Antoine Totti, Germigny-des-Prés, église carolingienne : la plus vieille église de france, Montargis, Imprimerie H. Léger, 1934, 14 p.
- Monique Gauthier et Michel Gauthier, L'oratoire carolingien de Germigny des Prés, M. G., 2003, 72 p. (ISBN 978-2-9520212-0-3)
- C. Sapin et F. Heber-Sufffrin, Stucs et décors de la fin de l'antiquité au Moyen Âge (Ve-XIIe) : Germigny-des-Prés une œuvre exemplaire ?, Brépols, 2006, 348 p., p. 179-195
- Christian Sapin, Lumières de l'an mil en Orléanais. Autour du millénaire d'Abbon de Fleury : L'oratoire de Germigny-des-Prés, Brépols (catalogue d'exposition du Musée des Beaux-Arts d'Orléans), 2004, p. 121-126
- J. F. Bradu, Lumières de l'an mil en Orléanais. Autour du millénaire d'Abbon de Fleury : Une nouvelle lecture de la mosaïque de Germigny-des-Prés, Brépols (catalogue d'exposition du Musée des Beaux-Arts d'Orléans), 2004, p. 126-128

#### Articles
: document utilisé comme source pour la rédaction de cet article.
- Jacques-Henri Bauchy, « Les premiers États généraux français à Germigny-des-Prés, en septembre 843 », Bulletin de la société archéologique et historique de l'Orléanais, t. V, no 40,‎ 1970, p. 361-364 (lire en ligne).
- Edmond Desnoyers, « Visites aux églises de Germigny et de Saint-Benoît », Bulletin de la société archéologique et historique de l'Orléanais, t. V, no 78,‎ 1873, p. 428-432 (lire en ligne).
- Paul Guillaume, « La mosaïque byzantine : de Germigny-des-Prés (Loiret) à Saint-Marc de Venise », Bulletin de la société archéologique et historique de l'Orléanais, t. I, no 5,‎ 1960, p. 181 (lire en ligne).
- May Vieillard-Troïekourouff, « Germigny-des-Prés, l'oratoire privé de l'abbé Théodulphe », Les dossiers de l'archéologie, no 30,‎ 1978, p. 40-50
- Jean Hubert, « Germigny-des-Prés », Congrès archéologique de France - Orléans - 1930,‎ 1931, p. 533 (lire en ligne).
- Ch. Cuisart, Paul Bouet, « L'église de Germigny-des-Prés », Congrès archéologique de France, Orléans 1892, vol. 59,‎ 1894, p. 246 (lire en ligne).
- H. E. del Medico, « La mosaïque de l'abside orientale de Germigny-des-Prés (Loiret) », Monuments et mémoires de la Fondation Eugène Piot, vol. 36, no 1,‎ 1943, p. 81-102 (lire en ligne).
- Prosper Mérimée, « L'église de Germigny-des-Prés », Revue générale de l'architecture et des travaux publics, vol. 8,‎ 1849, p. 113-118.
- M. Katchatrian, « Notes sur l'architecture de l'église de Germigny-des-Prés », Cahiers archéologiques, vol. 7,‎ 1954, p. 161-171.
- André Grabar, « Les mosaïques de Germigny-des-Prés », Cahiers archéologiques, vol. 7,‎ 1954, p. 172-184.
- Anne-Orange Poilpré, « Le décor de l'oratoire de Germigny-des-Prés : l'authentique et le restauré », Cahiers de civilisation médiévale, vol. 41, no 163,‎ 1998, p. 281-297 (DOI 10.3406/ccmed.1998.2727, lire en ligne).
- (en) Ann Freeman et Paul Meyvaert, « The meaning of Theodulf's apse mosaic at Germigny-des-Prés », Gesta, vol. 40, no 2,‎ 2001, p. 125-129.